# Clonk
Clonk – gra komputerowa, stworzona przez firmę RedWolf Design. Gra zawiera elementy gry akcji, gry symulacyjnej i platformówki. Clonk wydawany jest jako shareware; starsze wersje są dostępne jako freeware. Istnieje możliwość tworzenia własnych rozszerzeń do gry. Pierwsza wersja gry została wydana na platformę DOS w 1994 r.

## Rozgrywka
Gracz kontroluje niewielkie, humanoidalne stwory – tytułowe Clonki – poruszające się w obrębie dwuwymiarowej, modyfikowalnej scenerii. Clonki wchodzą w interakcje z otoczeniem, zwierzętami, budynkami i przedmiotami. Grać można w pojedynkę albo w trybie dla wielu graczy: na jednym komputerze, przez internet, albo po sieci lokalnej. Cel rozgrywki zależy od wybranego scenariusza.